# Seabria orientalis
Seabria orientalis är en skalbaggsart som först beskrevs av Hintz 1909.  Seabria orientalis ingår i släktet Seabria och familjen långhorningar.
Artens utbredningsområde är Kenya. Inga underarter finns listade i Catalogue of Life.